# Tirno vozilo
Tirno vozilo je vsako vozilo, ki se na lastnih kolesih z lastnim pogonom ali brez njega premika po železniških tirih (vlečna in vlečena vozila ter motorna vozila za posebne namene)  ali drugih tirih (npr. tramvaji, tirne vzpenjače ipd.)
Železniška vozila so tirna vozila, ki vozijo ali so usmerjena po eni ali več tirnicah. Vozilo in tirnica sta tesno usklajen sistem, ki ga po navadi imenujemo sistem s kolesnimi tirnicami. Zlasti v železniškem sektorju se celota železniških vozil podjetja ali uprave omenja tudi s splošnim pojmom železniški vozni park.
Tirna vozila se uporabljajo za prevoz potnikov in blaga.

## Tehnika in definicija
Najbolj razširjena so tirna vozila, ki vozijo po tirnicah iz jeklenih tirnic, razporejenih v parih in vzporedno. Tirnice, ki se uporabljajo za to, so večinoma tirnica Vignol in žlebovi za tramvaje. Na teh se železniška vozila samocentrirajo skozi zožitve tekalnih platišč svojih koles (sinusno gibanje) in so zaščitena pred iztirjenjem v običajnih pogojih delovanja z dodatnimi prirobnicami, ki potekajo po notranji strani tirnih parov.
S tem sistemom iztirjenje ni povsem nemogoče. Ker se kinetična energija vozila hitro porabi v primeru sorazmerno majhne škode v primeru iztirjenja, se to uporablja za varnostne naprave (zapore tirov), ki lahko namerno iztirijo vozilo, ko se začne premikati.
Konvencionalna železniška vozila imajo to prednost, da je trenje kotaljenja jeklenih platišč na gladkih jeklenih tirnicah zelo nizko, kar po drugi strani otežuje vožnjo. To pomeni, da se lahko velike količine blaga premikajo s sorazmerno majhno porabo energije. Sledilne lastnosti sistema koles-tir omogočajo tudi sestavljanje vlakov sorazmerno velike dolžine, da se lahko dejansko uporabi največje gibanje blaga. V tem pogledu železniška vozila presegajo le ladje. V nasprotju z ladjami pa vlaki pogosto vozijo električno, kar - če se zgodi z obnovljivimi viri energije - še bolj spremeni ekološko ravnovesje v korist železnic.
Na začetku zgodovine železnice so zaradi znanih materialov še nerazumljeni pojavi parnih lokomotiv s kotalnimi pnevmatikami, ki so bile podvržene izmeničnim obremenitvam, so pogosto privedle do resnih nesreč. Slednje je prvi raziskal August Wöhler (1819-1914).

## Tipi tirnih vozil
Železniška tirna vozila so lahko motorna (lokomotiva, več enot, vagon, železniški traktorji, službena vozila, kot so železniška gradbena vozila, stolpna vozila, dvosmerna vozila ali vozila za čiščenje tirnic, tirna vozila) ali nemotorizirana (vagoni, železniška kolesa, ročni vozički). Za uporabo trajno povezana ali povezana železniška vozila se imenujejo vlakovne garniture.
Druga železniška vozila so, na primer, enotirnice ali obešena vozila.

## Železniška vozila za posebne namene
V to kategorijo sodijo npr. t.i. tirni tovornjaki, ki imajo namesto pnevmatik montirane sledilne vence in so lahko opremljeni z običajnimi odbojniki in spenjači, da lahko vlečejo tudi vagone, druga večnamenska vozila npr. predelani traktorji ali vozila tipa Unimog, ki so prilagojena za vožnjo po tirih, opremljena z različnimi namenskimi priključki.
Sem se uvrščajo tudi različne motorizirane drezine, ki so dejansko nekdanja cestna vozila oz. njihove karoserije s šasijo, predelana in prilagojena za vožnjo po tirih.
- Tirni tovornjak v Eritreji
- Unimog na tirih

### Druga tirna vozila
- Snežni odmetalnik Slovenskih železnic
- Snežni rezkalnik Slovenskih železnic

V to kategorijo danes sodijo po pogonu in namenu različna vozila, tako za pregled prog, prevoz posadke, za razna vzdrževalna dela ter cela vrsta zelo zapletenih strojev za gradnjo novih in vzdrževanje obstoječih prog.